# وقف زراعي
وقف زراعي أو الوقف الزراعي: بدأ الوقف أول ما بــدأ بالقطاع الزراعي؛ حيث قام المسلمون الأوائل بوقف الأراضي الزراعية والحدائق والبساتين والعيون، فاستمروا في وقفها في سبيل الله على مر العصور؛ واستحوذت هذه الأوقاف على كم هائل من الأراضي الزراعية الوقفية، وكان أول من أوقف هو النبي محمد، وتتابعت أوقاف الصحابة بعد ذلك، ويمكن استثمار الوقف الزراعي بطريقة مباشرة أو غير مباشرة في وقتنا الحاضر، ومن مقاصد الوقف الزراعي حفظ الدين والنفس والعقل والعرض والنسل والمال وإعمار الأرض، وقد تم حصر إحصائيات القطاع الزراعي الوقفي في مصر وتركيا والمغرب والسعودية وغيرها، كما ويوجد تجارب ناجحة للوقف الزراعي في السعودية مثل تجربة الشيخ صالح الراجحي والشيخ سليمان الراجحي والشيخ محمد الراجحي.

## مفهوم الوقف الزراعي
حبس الأرض الزراعية عن التصرفــات الناقلة للملكية لمنفعــة الموقوف عليهم، الذين عينهم الواقف تقرباً إلي الله.

## مشروعية الوقف الزراعي
الأصل في مشروعية الوقف الزراعي ما ورد عن ابن عمر أنه قال:" أصاب عمر أرضاً بـ خيبر، فأتى النبي فقال: أصبت أرضاً لم أصب مالاً قط أنفس منه، فكيف تأمرني به؟ قال: إن شئت حبست أصلها وتصدقت بها، فتصدق بها عمر أنه لا يباع أصلها ولا يوهب ولا يورث وإنما هي صدقة في الفقراء والقربى والرقاب وفي سبيل الله والضيف وابن السبيل، لا جناح على من وليها أن يأكل منها بالمعروف أو يطعم صديقاً غير متمول فيه.
وعلق الترمذي على الحديث بقوله: «والعمل على هذا عند أهل العلم من أصحاب النبي وغيرهم، لا نعلم بيــن المتقدمين منهم في ذلك اختلاف في إجازة وقف الأرضين وغير ذلك».

## أركان الوقف الزراعي
1. الواقف
2. الأرض الزراعية
3. الموقوف عليه
4. الصيغة (الإيجاب والقبول)[14]

## مقاصد الوقف الزراعي
1. حفظ الدين: بتحقيق الاكتفاء الذاتي من الأكل والشرب والمواد الزراعية الأولية اللازمة للصناعة، وإيقاف بعــض الأراضي الزراعية علــى التعليم لاستمرار حفظ الدين وعلومه من الضياع مع تعاقب الأجيال ووقف بعض الأراضي على الحرمين والمساجد.[1]
2. حفظ النفس: إيقاف الأراضي والمزارع التي تســاعد على حفظ النفس من الطعام والشراب والمواد الخام لصناعة اللباس وبناء المساكن، وصرف ريعها على الكليات الصحية والمعاهد الطبية واحتياجات الطلاب والأساتذة من الكتب والمعدات والمواد التي تساهم في صنع الأدوية والعقاقير الطبية.
3. حفظ العقل: بتخصيــص جزء من ريع الأرض الزراعية الموقوفة لأمور منها: ما تحتاجه المدارس من نفقات، وإنشاء مستشفيات للأمراض العقلية وتجهيزها بالمعدات اللازمة، وإقامة مصحات لعلاج الإدمان والتوعية بخطره.[10]
4. حفظ العرض والنسل: من خلال تخصيص جزء من ريع الأراضي الموقوفة لتزويج الشباب المحتاجين، وإنشاء مستشفيات متخصصة بالنساء ورعاية الحوامل وحديثي الولادة، وتوفير احتياجات الرضع وغيرها.
5. حفظ المال: الحفاظ على عين الوقف وأصوله، باستثمار الأرض الزراعية والمحافظة عليها وتنميتها، وصرف ريعها على مستحقيه، من تم حبس الأصل عليهم.
6. تحقيق مقصد إعمار الأرض: وهذا من المقاصد الضروري في الشريعة الإسلامية، وطلبه الله من الإنسان بقوله:﴿هُوَ أَنْشَأَكُمْ مِنَ الْأَرْضِ وَاسْتَعْمَرَكُمْ فِيهَا﴾ [هود:61]، فزراعــة الأرض الصالحة جانب من جوانــب إعمار الأرض والحفاظ على البيئة.[1][10]

## توقيت الوقف الزراعي
رجح العلماء جواز توقيت الوقف الزراعي، وذلك للاعتبارات التالية:
1. بداية لأنه لا يوجد دليل صريح يمنع ذلك.
2. جذب أوقاف مؤقتة ممن لا تساعدهم ظروفهم علــى الوقف الدائم.
3. تحقق النفــع العام للموقوف عليهم والنفع الخاص للواقف بحيث يستفيد من ملكه بعد انتهاء مدة الوقف.[15]
4. تفاوت الناس في الخير فمن أوقف جزء ً من أرضه أفضل ممن لم يوقف، وجواز التوقيت يفتح أمامهم باب المساهمة في الخير.[16]

## تاريخ الوقف الزراعي

### أولاً: الأوقاف الزراعية للنبي محمد
أول من أوقف هو النبي محمد  لسبعة حوائط كانت لرجل يهودي أسمه مخيريق أسلم يوم أحد وقاتل مع المسلمين، وأوصى: إن أُصبــت فأموالي لمحمد يضعها حيث أراه الله، تم تتابع الصحابة بعد ذلك.

### ثانياً: الأوقاف الزراعية لعمر بن الخطاب
أصاب عمــر أرضا بخيبــر، فأتى النبي يستأمره فيها، فقال: يا رسول الله، إني أصبت أرضا بخيبر لم أُصب أنفس منها». فما تأمرني به، قال: ((إن شئت حبست أصلها وتصدقت بها)) قال: فتصدق بها عمر.

### ثالثاً: الأوقاف الزراعية لعلي بن أبـــي طالب
أوقف علــي أرضه بـ ينبــع، غرب السعودية وتعرف حالياً بينبع النخل، وأوقف فيها: (عيون البغيبغة، وضيعة عين أبي نيزر، وعين نولا، وعين البحيــر، وعين الحدث، وعيــن العصيبة) وكانت بعض هذه الأوقاف أقطعها عمر ابن الخطاب لعلي ثم اشترى علي ابن ابي طالب الي هذه أشياء، وتصدق بها في سبيل الله،، وذاع وقفه واشــتهر؛ حتى قال ابن حزم: «إيقافه ينبع وغيرها أشهر من الشمس».

### رابعاً: الأوقاف الزراعية لأبي طلحة الأنصاري
أوقف أبو طلحة بيرحاء في الصحيحين بمناســبة نزول قولــه تعالى: ﴿لَنْ تَنَالُوا الْبِرَّ حَتَّى تُنْفِقُوا مِمَّا تُحِبُّونَ وَمَا تُنْفِقُوا مِنْ شَيْءٍ فَإِنَّ اللَّهَ بِهِ عَلِيمٌ ۝٩٢﴾ [آل عمران:92] قال أنس بن مالك: كان أبو طلحة أكثر الأنصار نخلا، وكانت أحب أمواله بيرحاء كانت مســتقبلة المســجد، قال أنس: فلما أُنزلت هذه الآية، قام أبو طلحة إلى رسول الله فقال: يا رسول الله، إن الله يقــول: ﴿لَنْ تَنَالُوا الْبِرَّ حَتَّى تُنْفِقُوا مِمَّا تُحِبُّونَ﴾ [آل عمران:92] وإن أحــب أموالي إلي بيرحاء وإنها صدقة لله أرجوا برها وذخرها عند الله؛ فضعها - يا رســول الله – حيث أراك الله، فقال رسول الله: (( بخ، ذلك مال رابح ذلك مال رابح، وقد سمعت ما قلت، وإني أرى أن تجعلها في الأقربين)) قال أفعل إن شاء الله، فقسمها أبو طلحة في أقاربه وبني عمه.

### خامساً: الأوقاف الزراعية لأبي الدحداح الأنصاري
روي عن عبداالله بن مســعود أنه قال: لمــا نزلــت: ﴿مَنْ ذَا الَّذِي يُقْرِضُ اللَّهَ قَرْضًا حَسَنًا﴾ [البقرة:245]، قــال أبــوالدحداح: يا رسول الله، إن الله يريد منا القرض؟ قال ((نعم يا أبا الدحداح)) قال: قد أقرضت ربي حائطي - وفيه ســتمئة نخلة - فجاء يمشي حتى أتى الحائط وأم الدحداح وعيالها فيه فنادى: يا أم الدحداح قالت: لبيك، فقال: اخرجي؛ فقد أقرضته ربي.

### سادساً: الأوقاف الزراعية لعمرو بن العاص
أوقف عمرو بن العاص الوهط؛ فروى الفاكهي بســنده عن عمرو بن دينار قال: كتب عمرو في وصيته في الوهط، وجعلها صدقة، لا تباع ولا توهب ولا تورث، وهي إلى الأكبر من ولدي، المتبع فيها عهدي وأمري فإن لم يقم بعهدي ولا أمري فليس لي بولي حتى يرثه الله قائما على أصوله، وكان عمرو قد غرس في الوهط مئة ألف عود كل عود بدرهم.

## إحصائيات القطاع الزراعي الوقفي

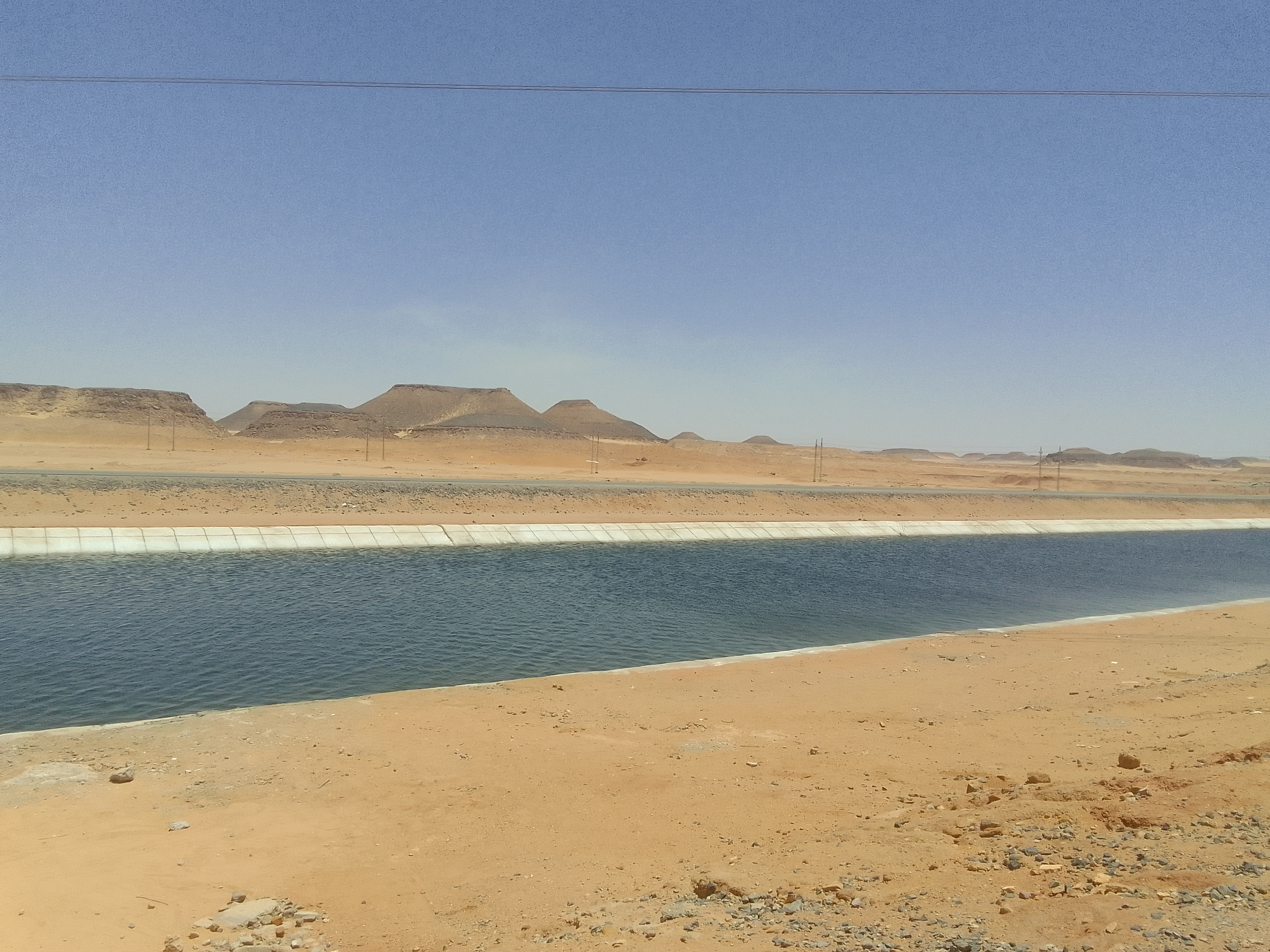
ترعة الشيخ زايد وسط الجبال بمشروع توشكي الزراعي - بمحافظة اسوان

- الأوقاف الزراعية في مصر: قام محمد علي باشــا في مطلع القرن التاسع عشــر حينما مسح البلاد المصرية ليعرف مســاحتها بالتعيين، وجد أن مســاحة الأرض الزراعية مليوني فدان، من بينها أوقاف تبلغ ســتمئة ألف فدان؛ أي نحو ثلث الأراضي الزراعية في ذلك الوقت.[27]
- الأوقاف الزراعية في تركيا: ولم تكــن الأراضي الزراعية الموقوفــة في تركيا تقل عن ثلــث مجموع الأراضي الزراعية في أواخر الربع الأول من القرن العشرين.[28]
- الأوقاف الزراعية في الشام: وبلغت مثل ذلك القدر الكبير من مجموع الثروة القومية في سوريا وفلسطين والأردن والعراق.[29][30]
- الأوقاف الزراعية في السعودية: أسندت المملكة إلى الهيئة العامة للأوقاف تنظيم الأوقاف وتطويرها وتنميتها، وتعزيز أثرها التنموي والاقتصادي والاجتماعي؛ فاهتمت الهيئة بالنظارة على الأراضي الزراعية الوقفية، وبلغت الأراضي الزراعية نحو (22613) أرضا موزعة على المناطق التالية:[31]

1. اســتحوذت منطقة عسير على (٦٧) في المئة بنحو (١٥٠٨٢) أرضا ً زراعية.
2. فيما جاء في المرتبة الثانية جازان بـ (٤١٥٨).
3. وجاءت منطقة الباحة بـ (٢٠٢٦).
4. ومكة المكرمة بـ (٧٨٧).
5. المنطقة الشــرقية بـ (٢٦٤).
6. منطقة الرياض بـ (١٠٥).[32]
7. وجاءت منطقة القصيم (٧٤).
8. والمدينة المنورة بــ (69).
9. وأخيراً جاءت نجران بـ (٤٨) أرضا زراعيــة موقوفة.

وقد خلت كل من تبوك وحائل والحدود الشمالية والجوف من الأراضي الزراعية الوقفية التابعة لنظارة الهيئة.
- الأوقاف الزراعية في المغرب: وتشكل مســاحة الأراضي الزراعية الوقفية في المغرب (٪١٣) من مساحة الأراضي الزراعية الكلية بها.[34]
- الأوقاف الزراعية في الجزائر: ذكر كارل ماركس في مذكراته أثناء زيارته للجزائر سنة ١٨٨٢م، أن المؤسســة الوقفية في الجزائر تملك ثلاثة ملايين هكتار من الأراضي الزراعية.[35]

## أسباب إهمال الوقف الزراعي
1. ندرة إنشاء أوقاف زراعية جديدة.
2. عدم اهتمام بعض الدول بالوقف الزراعي
3. إسناد بعض الأوقاف الزراعية إلى نظار غير أكفاء
4. الاعتماد على الطــرق البدائية في زراعة الأرض الموقوفة وعدم استخدام الوسائل والطرق الحديثة.
5. ضعف العائد من استثمار الأراضي الزراعية الموقوفة؛ لعدم سعي نظار الأوقاف إلى استثمارها الاستثمار الأمثل.
6. طبيعة بيئات بعــض الأوقاف الزراعــية التي لا تســاعد على زراعة محاصيل ذات جدوى اقتصادية عالية.[1]

## الاثار الاقتصادية والاجتماعية للوقف الزراعي
1. توفير الغذاء والكساء والدواء.
2. إيجاد وظائف كثيرة في المجتمع.
3. الحصول على العملات الحرة من خلال تصدير المنتجات الزراعية الفائضة.
4. زيادة الدخل القومي للبلد المنتج، وحصول الاستقرار والقوة الاقتصادية.
5. تغذية القطاع الصناعي بما يحتاجه من المواد الزراعية الأولية.[36]

## طرق استثمار الوقف الزراعي
- الاستثمار المباشر: الإجارة[37] – المضاربة[38] – السلم.[39][40]
- الاستثمار غير المباشر: الإجارة[41] – المزارعة[42] – المساقاة[43] – المغارسة.[44][45]

## تجارب ناجحة في الوقف الزراعي في السعودية

### أولاً: تجربة أوقاف صالح بن عبد العزيز الراجحي
1) مشروع الباطن: يقع الوقف في جنوب شرق مدينة بريدة بمنطقة القصيم، بمساحة قدرها ٥٤٦٦ هكتار، وأبرز المنتوجات الزراعية فيه القمح والشعير والبطيخ والخضراوات والنخيل حتى ١٤١٣هـ (١٩٩٣م)، ثم جرى إحلال النخيل محلها بدء من ١٩٩٥م، وبلغ عدد النخيل (٢٠٠,٠٠٠) مئتي ألف نخلة، تمثل ما يقارب ٤٥ صنف من النخيل.
2) مشروع ضرماء: يقع المشروع في محافظة ضرماء بمنطقة الرياض، يتم سقيه بمياه الابار وبمساحة 760 هكتاراً، أبرز المزروعات فيه القمح والشــعير حتــى ١٤١٣هـ (١٩٩٣م)، ثم جرى إحــلال النخيل مــن ١٩٩٤م حتى ١٩٩٦م، وبلغ عــدد النخيل (٥٠,٠٠٠) خمسين ألف نخلة من أصناف مختلفة.
3) مشروع الحائر والتوفيق: الموقع جنوب مدينة الرياض وبمساحة قدرها30 هكتار، ويسقى بشبكة ري حديثة، تم زراعة عدد (٢٠٨٥) ألفان وخمس وثمانون نخلة من أصناف مختلفة.

### ثانياً: تجربة سليمان بن عبد العزيز الراجحي
1) الوطنية الزراعية: تأسست الشركة عام ١٩٨٢م، وهدفت لتحقيق الأمن الغذائي وتوفير الغذاء الصحي والآمن للمستهلكين، وعدد مشاريعها أربع مشروعات زراعية في شمال المملكة ووسطها وجنوبها (في منطقة الجوف والقصيم ووادي الدواسر)، أبرز منتجاتها الزراعية أطنان سنوياً من الخضار والفواكه العضوية والعصائر وزيت الزيتون والمربى والعسل الطبيعي ومعاجين الفاكهة والدقيق والمعكرونة وغيرها.
2) الراجحي الدولية للاستثمار: تأسست في ٢٠٠٦م، مقرها: مدينة الرياض ونشاطها الرئيسي في الاستثمار الزراعي والمجالات المرتبطة به داخليا وخارجياً، أبرز الخدمات والمنتجات التي تقدمها: أنظمة الطاقة والتجارة وسلاسل الإمداد - إدارة المشاريع الزراعية - الأعمال الهندسية والبنى التحتية - شتلات النخيل النسيجي - الثروة الحيوانية - أنظمة الري، لها ثلاثة مشاريع عملاقة: ( مشروع الشمالية في السودان بمساحة 400 الف فدان – ومشروع الكفاءة في ولاية بربر بالسودان، بمساحة 100 مئة الف فدان – ومشروع توشكى في محافظة أسوان في جمهورية مصر العربية، بمساحة 100 فدان) وكل هذه المشاريع تنتج منتجات زراعية مختلفة.

### ثالثاً: تجربة محمد بن عبد العزيز الراجحي
تهدف التجربة بالوصول إلى ريادة المشروعات الزراعية في زراعة النخيل بكل أنحاء المملكة، وإجمالي عدد النخيل: أكثر من ٢٥٠,٠٠٠ نخلة.
أهم مشاريع التجربة مشروعان:
1. مشــروع مزرعة الحنية، ويقع بمنطقة الخرج، وبه المقر الدائم للإدارة الزراعية.
2. ومشروع مزرعة البرباك.[1]

## وصلات خارجية
- الوقف الزراعي دراسة فقهية تأريخية تطبيقية
- دور الوقف الزراعي في تحقيق الأمن الغذائي المزارعة والمساقاة أنموذجا